# Morro da Conceição (Rio de Janeiro)
O Morro da Conceição localiza-se no bairro da Saúde, no Rio de Janeiro, no Brasil. É uma região de importância histórica e arquitetônica significativa.

## História
Marco da ocupação inicial da cidade do Rio de Janeiro pelos portugueses, o Morro da Conceição formava, juntamente com os morros do Castelo, de Santo Antônio e de São Bento, um quadrilátero onde a cidade cresceu por três séculos, a partir da sua fundação em 1565. Seu modo de vida particular, semelhante aos tradicionais bairros portugueses, se manteve apesar das profundas transformações urbanas ao seu redor. Enquanto os morros do Castelo e de Santo Antônio foram total ou parcialmente derrubados e o Centro da cidade estabeleceu-se como área de comércio e negócios, o Morro da Conceição permanece como lugar de moradia, rodeado por prédios que o escondem parcialmente dos transeuntes.
A origem de seu nome deve-se a uma pequena capela em homenagem à Nossa Senhora da Conceição, construída no topo do morro, em 1590, pela devota Maria Dantas. Anos mais tarde, Maria Dantas doou aos frades do Carmo a capela e as terras do entorno para a construção de um convento. Em 1659, os monges capuchinhos franceses iniciaram a construção do que veio a tornar-se, várias décadas depois, o Palácio Episcopal.
O lado noroeste do morro, onde se ergue um segundo pico menos proeminente, também já foi chamado de "Morro do Valongo". Essa distinção foi usada até o começo do século XX, até a fundação do Observatório do Valongo em 1926.
Sobre o Morro da Conceição, havia as Baterias do Morro da Conceição e do Morro do Valongo para defender a cidade.

## Arquitetura e turismo
Várias construções erguidas sobre o Morro da Conceição possuem valor histórico, constituindo-se de sobrados centenários e de vilas operárias. A Rua do Jogo da Bola e a Ladeira João Homem destacam-se pela singularidade e aparência portuguesa, testemunhas do passado da cidade. Ruas como a do Mato Grosso e vilas como a da Travessa do Sereno são exemplos da habitação carioca dos últimos três séculos.
Alguns exemplos de prédios de valor histórico que se encontram no morro são: o Palácio Episcopal, atualmente ocupado pelo Serviço Geográfico do Exército; a Fortaleza de Nossa Senhora da Conceição (que data de 1718), a Igreja de São Francisco da Prainha (que data de 1696) e o Observatório do Valongo.
No sopé norte do morro, encontra-se a Pedra do Sal, rocha onde, até fins do século XIX, batiam as águas da Baía de Guanabara e por onde os navios negreiros desembarcavam escravos trazidos da África.
Em sua encosta oeste, foi erguido, em 1905, o Jardim Suspenso do Valongo, um amplo mirante e área de lazer, que acaba de ser reformado e aberto à visitação.[]
O Morro da Conceição também abriga uma série de ateliês de artistas plásticos na Ladeira João Homem e na Rua do Jogo da Bola.
É frequente a visita de turistas ao morro.
Todas estas características fazem do Morro da Conceição uma área prioritária para a implantação de programas de revitalização urbana. O próprio Instituto do Patrimônio Histórico e Artístico Nacional, desde o início dos anos 1980, recomenda um tratamento diferenciado do morro. No começo dos anos 1990, teve início um projeto de revitalização, com a construção de uma praça na Rua do Jogo da Bola e de contenção de encostas na Ladeira do Valongo. Infelizmente, tais projetos ou foram interrompidos ou nunca foram realizados e os resultados da ausência de conservação podem ser facilmente detectados.
- (Atualizando)

Em 2012 as obras de recuperação foram iniciadas e encontram-se atualmente (abril de 2013) em fase de finalização.

## Curiosidades
Em 9 de fevereiro de 2010, a cantora estadunidense Beyoncé gravou, no morro, cenas para o videoclipe da canção "Put It in a Love Song", em parceria com Alicia Keys. Foram feitas tomadas no entorno da Pedra do Sal e da Fortaleza de Nossa Senhora da Conceição.